# Таджиев, Амин Хамраевич
Амин Хамраевич Таджиев (узб. Amin Xamraevich Tojiev) — узбекский государственный деятель. С октября 1998 по 7 октября 2002 года занимал должность председателя Совета министров Каракалпакстана.

## Биография
23 марта 1983 года назначен министром сельского хозяйства. С июля 1989 по январь 1992 года — председатель Совета министров Каракалпакской Автономной Советской Социалистической Республики.
С июля 1989 по январь 1992 года являлся председателем Совета Министров Каракалпакской Автономной Советской Социалистической Республики.
На 10-й сессии Жокаргы Кенеса Республики Каракалпакстан был освобождён от должности «в связи с переходом на другую работу».
С октября 1998 по 7 октября 2002 года занимал должность председателя Совета министров Республики Каракалпалкстан.
С 6 апреля 2006 года — начальник управления лесного хозяйства министерства сельского хозяйства Республики Каракалпакстан, член координационного комитета.
Амин Таджиев участвовал в первом заседаний Координационного Комитета по реализации проекта «Сохранение тугайных лесов и укрепление системы охраняемых территорий в дельте реки Амударья на территории Каракалпакстана».
Сын — Таджиев Эрка Аминович, с 22 июля 2022 года — прокурор Республики Каракалпакистан (до этого являлся прокурором Кашкадарьинской области).

## Награды
- Орден «Эл-юрт хурмати» (28 августа 2020)[3]
- Орден «Мехнат шухрати»